# Valor (finanzas)
En finanzas, un valor representa derechos parciales de propietario sobre cierta sociedad («acciones»), o algún título de crédito u obligación, con características y derechos estandarizados (cada valor de una emisión dada tiene el mismo monto nominal, el derecho al mismo tipo de dividendos, cotizado sobre la misma línea en la bolsa, etcétera).
Se trata de un documento mercantil en el que está incorporado un derecho privado patrimonial, por lo que el ejercicio del derecho está vinculado jurídicamente a la posesión del derecho. Es también un documento de contenido crediticio en el que se incorpora un derecho literal y autónomo.

## Tipos de valores
Existen varios tipos. Los más reconocidos son:
- Las acciones.
- Las deudas:
  - Bonos
  - Billetes
  - Obligaciones
- Los derivados financieros:
  - Contrato forward
  - Contrato de futuros
  - Opción financiera
  - Swap

## Requisitos
Entre los requisitos más importantes y necesarios se encuentran:
- El nombre del título valor de que se trate.
- La fecha y el lugar de creación.
- Las prestaciones y el derecho que el título confiera.
- El lugar de cumplimiento o ejercicio de las mismas.
- La firma de quien lo expide.

Los títulos valores son negociables y fungibles a través de las bolsas de valores cuando estén inscritos en las mismas.